# ТЕМ1
Тепловоз ТЕМ1 (Маневровий Тепловоз з Електричною передачею, серія 1-ша) — радянський маневровий тепловоз з осьовою формулою 3О−3О. Конструктивно є поєднанням кузова і дизельного двигуна (з деякими змінами) від ТЕ1 з візками і електродвигунами від ТЕ3. Згодом був налагоджений випуск його посиленої версії — ТЕМ2.

## Історія
1958 на Брянському машинобудівному заводі почали випуск тепловозів серії ТЕМ1, створеної на основі серії ТЕ1.
На нових тепловозах замість двигуна Д50 почали встановлювати новий тип  — 2Д50, який відрізнявся від застосовуваного на тепловозах серій ТЕ1 і ТЕ2 пристроєм розподільного валу і наявністю турбоповітродувки. Головний генератор і двомашинний агрегат також раніше застосовувалися на тепловозах серій ТЕ1 і ТЕ2. Візки з тяговими електродвигунами, паливний бак і система охолодження взяті від тепловоза серії ТЕ3.
Тепловози серії ТЕМ1 будувалися з 1958 по 1968. У червні 1964 Брянський машинобудівний завод випустив тисячний тепловоз серії, всього було побудувано 1946 машин. ТЕМ1 поставлялися для магістральних залізниць Міністерства шляхів сполучення СРСР і промислових підприємств.
| Рік виробництва | Кількість побудованих тепловозів | Кількість побудованих тепловозів | Кількість побудованих тепловозів | Номери    |
| --------------- | -------------------------------- | -------------------------------- | -------------------------------- | --------- |
| Рік виробництва | для МШС                          | для пром. підприємств            | Всього                           | Номери    |
| 1958            | 13                               | 2                                | 15                               | 0001—0015 |
| 1959            | 65                               | 55                               | 120                              | 0016—0135 |
| 1960            | 108                              | 54                               | 162                              | 0136—0297 |
| 1961            | 130                              | 58                               | 188                              | 0298—0485 |
| 1962            | 135                              | 65                               | 200                              | 0486—0685 |
| 1963            | 140                              | 50                               | 190                              | 0686—0875 |
| 1964            | 135                              | 85                               | 220                              | 0876—1095 |
| 1965            | 114                              | 83                               | 197                              | 1096—1292 |
| 1966            | 107                              | 146                              | 253                              | 1293—1545 |
| 1967            | 120                              | 151                              | 271                              | 1546—1816 |
| 1968            | 37                               | 93                               | 130                              | 1817—1946 |

З 1968 завод перейшов на серійне виробництво тепловозів ТЕМ2.